# Lee Juck
 (janvier 2025).
Lee Juck (Hangul : 이적) est un chanteur et auteur-compositeur sud-coréen né le 28 février 1974 à Séoul.

## Biographie
Lee Juck est entré à Banpo High School et a été diplômé de l'université nationale de Séoul avec une majeure en sociologie. En 1995, il a fait ses débuts en tant que membre de Panic avec son ami, Kim Jin Pyo et a travaillé sur le projet, Carnival avec un ami de longue date, Kim Dong-ryul en 1997. En 1999, il sort son premier album solo, Dead End.  En 2008, il remporte avec son troisième album, Songs Made of Wood (나무 로 만든 노래), les prix de l'album de l'année, de la chanson de l'année, de la meilleure chanson et meilleur album pop lors des Korean Music Adwards.
Lee intègre en tant que DJ pour de grandes émissions de radio en Corée du Sud, par exemple, At starry night (별 이 빛나는 밤 에) de MBC FM (1996-1998), "Ten-Ten Club" de SBS FM (2008-2009), etc.
En 2005, il publie un recueil de fictions de fantasy courtes intitulée Fingerprint Hunter (지문 사냥꾼) et en 2007, l'un des épisodes de The story of Mr. Self-fault (제 불찰 씨 이야기) a été réalisé en animation.
En 2011, il joue le rôle d'un médecin d'une clinique dans le domaine de la proctologie dans le sitcom sud-coréen High Kick: Revenge of the Short Legged.

## Discographie

### Albums
- Dead End (26 juin 1999)
- 2 Juck (2 적) (16 mai 2003)
- Songs Made of Wood (나무 로 만든 노래) (19 avril 2007)
- Love (사랑) (30 septembre 2010)

### Panic (1995-2006)
- Snail (달팽이) (7 octobre 1995)
- Beneath (밑) (17 février, 1996)
- Sea Within (16 mai 1998)
- Best Of Panic" (2000)
- Panic 04 (8 décembre 2005)

### Autres projets d'albums
- Projet Carnival (Lee Juck et Kim Dong-ryool) "Carnival" (9 août 1997)
- Giggs 1st, "Let's play" (노올자) (27 novembre 1999)
- Giggs 2nd, "Town Alley Musicians" (동네 음악대) (4 octobre 2000)
- A Tribute To "A Tribute To Dulkookwha, The Wild Chrysanthemums" 들국화 (2001)
- Infini Défi "West Coast Highway Festival" (서해안 고속도로 가요제) (7 juillet 2011)